# Skogsgärdsmygar
Skogsgärdsmygar (Henicorhina) är ett litet släkte med fåglar i familjen gärdsmygar inom ordningen tättingar som återfinns i Central- och Sydamerika. Släktet skogsgärdsmygar omfattar numera fem arter:
- Vitbröstad skogsgärdsmyg (H. leucosticta)
- Bandvingad skogsgärdsmyg (H. leucoptera)
- Gråbröstad skogsgärdsmyg (H. leucophrys)
- Santamartaskogsgärdsmyg (H. anachoreta)
- Munchiqueskogsgärdsmyg (H. negreti)